# Micrurus averyi
Micrurus averyi là một loài rắn trong họ Rắn hổ. Loài này được Schmidt mô tả khoa học đầu tiên năm 1939.